# Lừa hoang châu Phi
Lừa hoang châu Phi (Equus africanus) là thành viên hoang dã của họ ngựa, Equidae. Loài này được cho là tổ tiên của lừa nhà mà thường được đặt trong cùng một loài. Nó sống trong các sa mạc và các khu vực khô cằn của châu Phi, trong Eritrea, Ethiopia và Somali. Nó trước đây đã có một phạm vi rộng lớn hơn về phía bắc và phía tây vào Sudan, Ai Cập và Libya. Khoảng 570 cá thể tồn tại trong tự nhiên.

## Chế độ ăn uống
Chế độ ăn uống lừa hoang châu Phi bao gồm các loại cỏ, vỏ cây và lá. Dù đã được thích nghi để sống trong một khí hậu khô cằn, chúng phụ thuộc vào nước, và khi không nhận được độ ẩm cần thiết từ thực vật, họ phải uống ít nhất một lần mỗi ba ngày. Tuy nhiên, nó có thể tồn tại với một số lượng chất lỏng nhỏ đến đáng ngạc nhiên, và đã được báo cáo nó uống nước mặn hoặc nước lợ.